# Titularbistum Gindarus
Gindarus (ital.: Gindaro) ist ein Titularbistum der römisch-katholischen Kirche.
Es geht zurück auf einen untergegangenen Bischofssitz in der antiken Stadt Gindaros, die in der römischen Provinz Syria bzw. Syria Coele lag. Der Bischofssitz war der Kirchenprovinz Antiochien zugeordnet.
| Titularbischöfe von Gindarus |                                 |                                                      |                   |                   |
| Nr.                          | Name                            | Amt                                                  | von               | bis               |
| 1                            | Charles Givelet SJ              | Apostolischer Vikar von Fianarantsoa (Madagaskar)    | 16. Mai 1913      | 9. Dezember 1935  |
| 2                            | Ruggero Raffaele Cazzanelli OFM | Apostolischer Vikar von Kichow (Volksrepublik China) | 27. Januar 1936   | 8. November 1960  |
| 3                            | Simon N’Zita Wa Ne Malanda      | Weihbischof in Matadi (Demokratische Republik Kongo) | 15. November 1960 | 18. Dezember 1965 |